# Dortmunder SC 95
Der Dortmunder SC 95 war ein Sportverein aus Dortmund. Er gilt als der älteste Fußballclub der Stadt und zählt zu den Pioniervereinen des Fußballs im Ruhrgebiet. Die erste Fußballmannschaft nahm 1921 an der Endrunde um die westdeutsche Meisterschaft teil und spielte nach dem Zweiten Weltkrieg sieben Jahre in der damals zweitklassigen II. Division West. Auch im Handball waren die Dortmunder erfolgreich und nahmen dreimal an der Endrunde um die deutsche Feldhandballmeisterschaft der Frauen teil. 1969 fusionierte der DSC 95 mit dem TuS Eintracht Dortmund zum TSC Eintracht Dortmund.

## Geschichte
Der Verein wurde unter anderem von Benno Elkan, einem Dortmunder Fußballpionier jüdischen Glaubens und späteren renommierten Bildhauer, am 10. Mai 1895 als Dortmunder FC 95 gegründet, aber schon zwei Jahre später wieder aufgelöst. Am 27. Oktober 1899 kam es zur Neugründung. Im Jahre 1910 schloss sich der FC Union Dortmund dem DFC an, der am 13. Juli 1913 mit dem BV Dortmund 04 zur Sportvereinigung 95 Dortmund fusionierte. Die Sportvereinigung änderte im Jahre 1919 den Namen in Dortmunder SC 95. Im Jahre 1933 fusionierte der DSC zwangsweise mit dem BC Sportfreunde Dortmund zu Sportfreunde 95 Dortmund. Diese Fusion wurde schon zwei Jahre später wieder gelöst. 1945 wurde der DSC aufgelöst und als Südliche SG Dortmund neu gegründet, in die auch der BC Sportfreunde einfloss. Schon 1951 spalteten die Sportfreunde sich wieder ab. Am 9. Juli 1969 fusionierte der Dortmunder SC 95 mit dem im Jahre 1848 gegründeten TuS Eintracht Dortmund zum TSC Eintracht Dortmund.

## Fußball

### Bis zum Zweiten Weltkrieg
Der 1895 gegründete Dortmunder FC 95 war der älteste Fußballverein der Stadt. Der Verein wurde von Schülern des Realgymnasiums an der Luisenstraße gegründet. Dort sollen schon 1890 im Rahmen der Turnspiele die ersten Fußballspiele der Stadt stattgefunden haben. Da der Verein im Süden von Dortmund beheimatet war, wurden die Spieler als die „Südlichen“ bezeichnet. Als Gegenstück dazu wurden die Spieler von Alemannia Dortmund als die „Nördlichen“ bezeichnet. Das erste Spiel der Vereinsgeschichte wurde im Mai 1896 mit 1:0 gegen SuS Schalke 96 gewonnen. Diese Partie gilt als das erste nachweisbare Fußballspiel in Westfalen. Der Dortmunder FC 95 gehörte zu den neun Gründungsvereinen des Rheinischen Spiel-Verbandes, wobei die Dortmunder der einzige Verein waren, der nicht aus der so genannten Rheinschiene stammte.
Erste größere Erfolge erzielte zunächst der spätere Fusionspartner BV Dortmund 04, der 1907 und 1909 die Westdeutsche Fußballmeisterschaft erreichte. Bei der zweiten Teilnahme erreichte der BV 04 das Halbfinale, wo die Mannschaft jedoch Preußen Duisburg mit 1:4 unterlag. Der DFC wiederum erreichte 1908 das Endspiel um die Meisterschaft des Bezirks Mark, verlor dieses aber gegen SuS Schalke 96 mit 0:3. Ebenfalls 1908 eröffnete der Club an der Oberen Hohen Straße, der heutigen Ardeystraße als erster Dortmunder Verein einen eigenen Sportplatz. Der Ausbruch des Ersten Weltkrieges wurde für den Verein zu einer Zäsur, da von den damals 250 Vereinsmitgliedern 200 einberufen wurden. Dennoch konnte die Spielvereinigung den Bezirkspokal in den Finalspielen gegen Alemannia Dortmund gewinnen.

DSC-Mannschaft Westfalengaumeister 1921

Der mittlerweile DSC 95 genannte Verein wurde im Jahre 1921 nach Siegen über den SC Gelsenkirchen 07 und den Erler SV 08 Ruhrgaumeister und qualifizierte sich damit für die Westdeutsche Meisterschaft. In der Endrunde belegte die Mannschaft den dritten Platz hinter dem Duisburger SpV und dem Kölner BC 01, aber vor dem BC Sport Cassel  und Preußen Münster. Während der 1920er Jahre fiel die Mannschaft jedoch ins Mittelmaß zurück. Die Mannschaft kam in die Jahre, zudem machte der Aufstieg der aus dem Proletariat stammenden Arbeitervereine dem Club zu schaffen. Zudem musste der DSC seinen Sportplatz aufgeben, an dessen Stelle das Stadion Rote Erde gebaut wurde. Die Südlichen spielten nun an der Dortmunder Radrennbahn, die durch die Fusion des VfB 97 Dortmund mit Alemannia 05 Dortmund zum VfB Alemannia Dortmund frei wurde.
Der DSC versuchte sich gegen den sportlichen Niedergang zu stemmen und versuchte 1927, den späteren Nationalspieler Ernst Kuzorra vom aufstrebenden FC Schalke 04 abzuwerben. Laut Kuzorra bot der DSC ihm „goldene Berge“ und eine Anstellung bei der Ritter-Brauerei an. Der Wechsel scheiterte jedoch an der Intervention von Kuzorras Mannschaftskameraden. In der folgenden Saison 1927/28 kämpften die Dortmunder gegen den Abstieg, der erst durch einen 2:1-Sieg nach Verlängerung gegen den punktgleichen Erler SV 08 verhindert werden konnte. Ein Jahr später folgte dann als Tabellenletzter der Gang in die Zweitklassigkeit, wo der DSC in der Saison 1930/31 erstmals auf Borussia Dortmund traf. Mit der Einführung der Gauliga Westfalen im Jahre 1933 wollte der Dortmunder Sportkommissar Paul Wagner einen Verein seiner Stadt in der neuen höchsten Spielklasse unterbringen. Der DSC sollte mit dem seinerzeit leistungsstärksten Dortmunder Verein VfL Hörde fusionieren, was von Hörder Seite abgelehnt wurde.
Schließlich fusionierte der DSC mit dem 1906 gegründeten BC Sportfreunde Dortmund. Der Fusionsverein wurde in die Gauliga aufgenommen, stieg aber gleich wieder ab. Aufgrund interner Spannungen wurde die Fusion 1935 wieder gelöst. Trotz einer mündlichen Zusage, dass beide Vereine beim Scheitern der Fusion wieder in die Bezirksklasse eingruppiert werden würden hielt sich die Sportführung nicht an die Abmachung und versetzte den DSC für die Saison 1936/37 in die erste Kreisklasse. Nachdem die „Südlichen“ in den Jahren 1938 und 1940 jeweils in der Aufstiegsrunde gescheitert waren, musste der Verein 1943 den Spielbetrieb wegen des Zweiten Weltkrieges einstellen.

### Nachkriegszeit
Nach Kriegsende spielte der DSC zunächst in der Kreisklasse, bevor 1950 erstmals der Aufstieg in die Bezirksklasse gelang. Die Mannschaft stieg gleich wieder ab und schaffte den direkten Wiederaufstieg. Dort gelang der Mannschaft in der Saison 1952/53 der Durchmarsch in die Landesliga Westfalen, die damals höchste Amateurliga. Schon zwei Jahre später wurden die „Südlichen“ Meister ihrer Staffel und erreichten die Fußball-Landesliga Westfalen 1954/55#Westfalenmeisterschaft. Dort belegte der DSC Platz vier hinter Eintracht Gelsenkirchen, dem VfB 03 Bielefeld und Sportfreunde Siegen und konnte nur den Erler SV 08 hinter sich lassen. 1956 klappte es besser. Ohne Punktverlust sicherte sich der DSC die Westfalenmeisterschaft, bei der die Mannschaft auf die Sportfreunde Siegen, die Sportfreunde Gladbeck, den SVA Gütersloh und Arminia Ickern traf. In der folgenden Aufstiegsrunde besiegte der DSC zunächst den SSV Troisdorf 05 mit 4:2 und verlor dann gegen den VfB Speldorf mit 3:4. Dortmunder und Speldorf schafften dadurch den Aufstieg in die II. Division West.
Im Vertragsspielerlager belegte der DSC zumeist Positionen im Mittelfeld der Tabelle. Finanzielle Probleme ließen nicht mehr zu, da der Verein unter anderem wegen seiner bürgerlichen Herkunft nur wenige Zuschauer anzog. Während einige Dortmunder Verbandsligisten vor bis zu 4.000 Zuschauern spielten konnte der DSC nur selten mehr als 1.000 pro Spiel in seinem seit 1954 genutzten DSC-Stadion an der Flora begrüßen. 1958 und 1961 betrug der Vorsprung auf einen Abstiegsplatz lediglich einen Punkt. Tiefpunkt der Saison 1957/58 war eine 0:10-Heimniederlage gegen den VfL Benrath. Einziger Höhepunkt der Zweitligaära der 95er war die Saison 1959/60, als die Mannschaft durch einen 3:0-Sieg gegen den STV Horst-Emscher zum ersten und einzigen Mal die Tabellenführung übernahmen. 1963 wurde die Regionalliga als neue zweithöchste Spielklasse eingeführt, für sich die ersten Acht der Saison 1962/63 qualifizierten. Am letzten Spieltag benötigte der DSC einen Sieg beim Mitkonkurrenten Arminia Bielefeld. Durch einen 4:1-Sieg der Bielefelder rutschten die „Südlichen“ auf Platz zwölf und mussten ins Amateurlager absteigen.
Der DSC wurde in der folgenden Saison 1963/64 Meister der Verbandsliga Westfalen 2 und traf in den Endspielen um die Westfalenmeisterschaft auf Eintracht Gelsenkirchen. Das Hinspiel in Gelsenkirchen endete 2:2, während das Rückspiel in Dortmund 1:1 endete. Es wurde ein Entscheidungsspiel angesetzt. Am Pfingstmontag wurde in der neutralen Castroper Ludwigkampfbahn gespielt und die Eintracht setzte sich mit 2:0 durch. Ein Jahr später stieg der DSC aus der Verbandsliga ab. Das Entscheidungsspiel gegen die punktgleiche SG Wattenscheid 09 wurde mit 1:2 verloren. Bis zur Fusion boten die „Südlichen“ in der Landesliga nur Mittelmaß und musste zeitweilig gegen den Abstieg kämpfen.

## Weitere Sportarten

### Handball
Die Handballerinnen des Dortmunder SC 95 wurden in den Jahren 1936, 1938 und 1942 Westfalenmeister und qualifizierten sich damit jeweils die Endrunde um die deutsche Meisterschaft im Feldhandball. 1936 scheiterten die Dortmunderinnen in der ersten Runde mit 2:3 nach Verlängerung beim VfL Germania Leer. Zwei Jahre später kam das Aus erneut in der ersten Runde. Dieses Mal verlor der DSC mit 3:7 bei Stahl-Union 04 Düsseldorf. Am erfolgreichsten war die Mannschaft dann 1942. Nach einem 3:2-Sieg in der ersten Runde über den Kölner BC 01 kam im Achtelfinale das Aus nach einer 0:8-Niederlage gegen die Stahl-Union 04 Düsseldorf. Nach dem Ende des Zweiten Weltkriegs konnten die DSC-Handballerinnen nicht mehr an alte Erfolge anknüpfen.
Dafür waren die Männer des DSC nach Kriegsende erfolgreicher. 1957, 1966 und 1967 erreichte die Mannschaft die Endrunde um die Westfalenmeisterschaft im Hallenhandball. Bei den ersten beiden Malen scheiterte die Mannschaft allerdings in der Vorrunde, während das Team 1967 erst im Halbfinale mit 9:10 am Schalksmühler TV scheiterte. Ein Jahr später qualifizierten sich die Dortmunder für die neu geschaffene Oberliga Westfalen und schafften 1969 die Qualifikation für die Regionalliga West. Dort trat man allerdings unter dem Namen TSC Eintracht Dortmund an.

### Leichtathletik
Der Dortmunder SC 95 stellte auch einige erfolgreiche Leichtathleten. Karl-Heinz Wegmann wurde 1956 und 1959 Deutscher Meister im Kugelstoßen und erreichte in den Jahren 1960 und 1961 jeweils den dritten Platz. Otto Röhr gewann 1915 und 1919 die Deutsche Meisterschaft über 110 Meter Hürden.

### Hockey

DSC-Mannschaft nach dem ersten Spiel 1921 gegen den SV Sodingen.

Zwischen 1921 und 1923 existierte kurzzeitig eine Hockeyabteilung, die die erste in dieser Sportart in Dortmund war. Die Gründung erfolgte am 23. April 1921 und bereits am 3. Juni 1921 fand das erste Spiel gegen den SV Sodingen statt, das der DSC mit 2:1 gewann. Der Westdeutsche Hockey-Verband (WHV) ordnete die DSC 95-Hockeyabteilung dem Industriekreis Essen zu. Am 9. Oktober 1921 erfolgte durch ein 4:4 gegen den amtierenden westdeutschen Meister ETB Essen die Zulassung zur Teilnahme am Spielbetrieb des WHV. Im Sommer 1922 existierten zwei Herren-, eine Damen- und eine Jugendmannschaft. In Eigeninitiative von Mitgliedern begann der Bau eines Hockey-Platzes auf dem Gelände des Mendespielplatzes im Dortmunder Norden, scheiterte aber kurz vor der Fertigstellung, da die Kosten für die abschließenden Planierungsarbeiten nicht mehr vom Hauptverein übernommen wurden.
Mit Abschluss der Saison 1922/23 schloss sich die Hockeyabteilung des DSC dem Dortmunder Tennis- und Hockey Club mit Platzanlage an der Flora an. Mit Beginn der Errichtung des Volksparks mit dem Stadion Rote Erde und der Westfalenhalle ging auch diese Spielstätte verloren, so dass ein großer Teil der DTHCer 1926 zur neugegründeten Hockeyabteilung im TV Eintracht wechselte. 1969 fusionierte Eintracht und der Dortmunder SC zum TSC Eintracht Dortmund. Das alte DSC-Fußballstadion-an der Flora ist der aktuelle Platz der TSC-Hockeyabteilung.

## Persönlichkeiten
| - Harald Beyer - Hans Cieslarczyk - Benno Elkan | - Karl-Heinz Granitza - Werner Jablonski - Erich Pawlak | - Reinhard Rauball - Otto Röhr - Walter Sanß | - Heinz-Günter Sibilski - Karl-Heinz Wegmann |